# Славяносербский уезд
Славяносербский уезд — административно-территориальная единица Екатеринославской губернии Российской империи. Уездный город до 1882 года — Славяносербск, после 1882 года — Луганск.

## История
- В 1751—1755 годах на территорию Славяносербского уезда прибыли сербы, валахи, молдаване, болгары и образовали целый ряд военных поселений Славяносербии, в дальнейшем называемых ротами. В этом же уезде селились в 1750—1760 годах бежавшие и прощённые правительством раскольники[2].
- В 1806 году Славяносербский уезд официально включен в состав Екатеринославской губернии.[3]
- В 1897 году в Славяносербском уезде проживало 174 753 человек, в том числе украинцы (малороссы) – 88 218, русские – 79 281, евреи – 2 631[4].
- В 1920 году Славяносербский уезд передан в состав новообразованной Донецкой губернии, где в январе-декабре 1920 года уезд был отменён с переходом к делению на районы, после чего восстановлен.
- В 1923 году Славяносербский уезд был упразднён при переходе к устройству губерния-округ-район.

В Славяносербском уезде по сравнению с другими уездами проживало много молдаван и сербов.

## Галерея

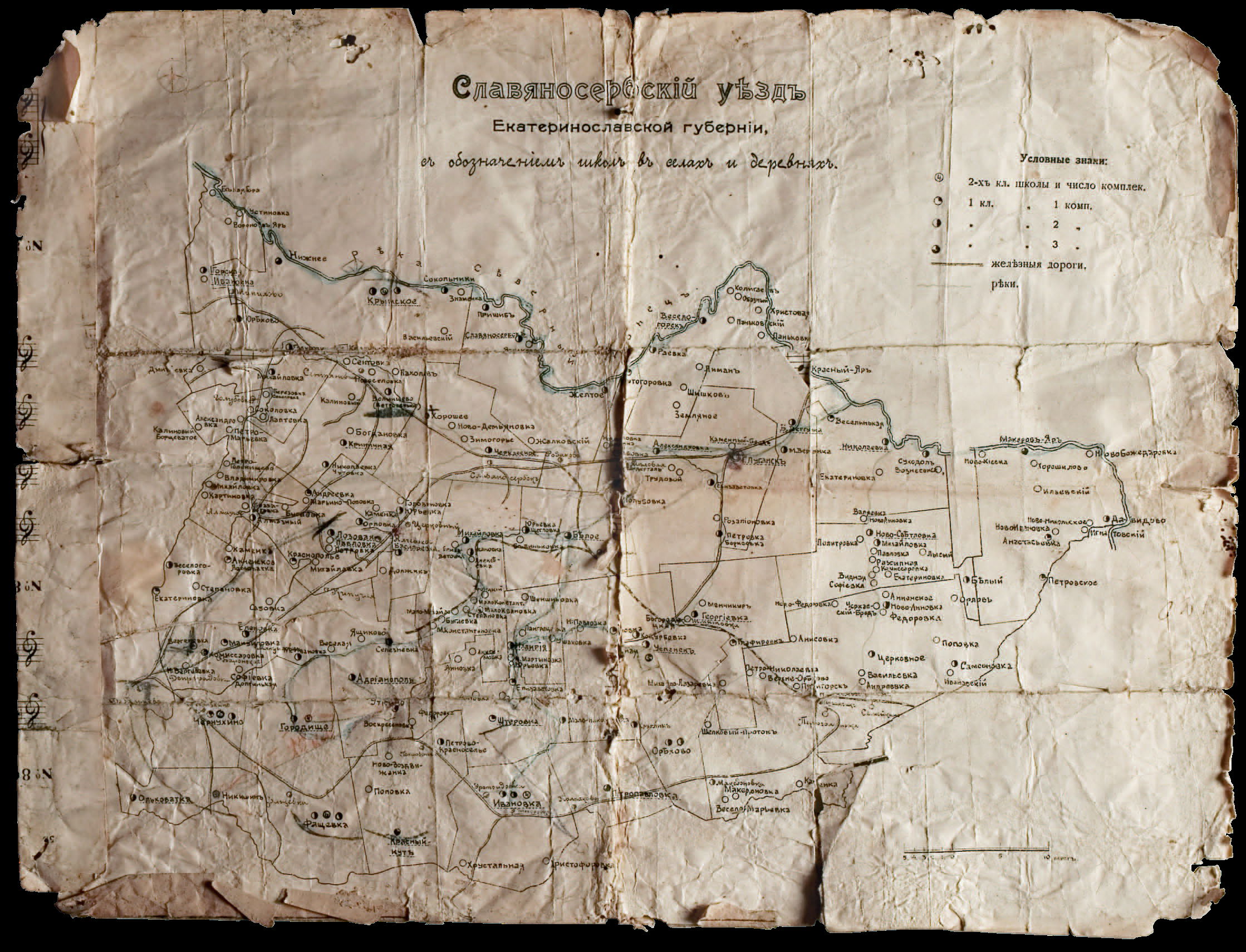
Карта Славяносербского уезда.
- Ежегодник-справочник Славяносербского уездного земства на 1914 год.